# كأس تونس للكرة الطائرة للرجال 1961–62
كأس تونس للكرة الطائرة للرجال 1962-1961 هو الموسم رقم 6 من كأس تونس للكرة الطائرة للرجال.

فاز بهذا الموسم المستقبل الرياضي بالمرسى.

## روابط خارجية
- الموقع الرسمي للجامعة التونسية للكرة الطائرة.